# Коррупция (фильм)
«Корру́пция» — советский художественный фильм режиссёра Алексея Полякова. Психологический детектив, экранизация повести Николая Леонова «Ловушка».

## Сюжет
Старший инспектор МУРа Лев Гуров во время дежурства выезжает на убийство. Убийство непростое — убита молодая красивая хозяйка богато обставленной квартиры Елена Качалина, причём убийство наспех и довольно скверно инсценировано как несчастный случай. Поскольку из квартиры ничего не украдено, инспектор отвергает версию ограбления. В деле появляются четверо подозреваемых в убийстве: муж Елены Игорь, приятель Толик, сосед по лестничной площадке Денис и консьержка Вера. Мотив на убийство обнаруживается в равной доле у каждого подозреваемого: мужем Елена повелевала, он был как бы при ней, Толик мог устать быть мальчиком на побегушках у Елены и быть у неё «на крючке», к Вере Елена была строга и придирчива, а Денис ещё со студенческих лет был безнадежно влюблён в Елену, а она знала это и использовала Дениса в своих целях. И теперь сыщику Гурову необходимо применить весь свой опыт следователя, чтобы докопаться до истины и из четверых подозреваемых вычислить истинного убийцу.

## В ролях
- Владимир Антоник — Лев Иванович Гуров, старший инспектор МУРа
- Андрей Толубеев — Игорь Петрович Качалин, муж Елены Качалиной
- Александр Блок — Денис Иванович Сергачёв, сосед Елены Качалиной
- Елена Борзова — Елена Сергеевна Качалина, погибшая
- Сергей Проханов — Толик Бабенко, знакомый Елены Качалиной
- Александра Колкунова — Вера, консьержка
- Александр Сластин — Потапов, полковник КГБ
- Рудольф Панков — Лёша, эксперт-криминалист
- Валерий Малышев — начальник паспортного стола
- Юрий Гусев — генерал
- Владимир Кузнецов — Володя, медэксперт

## Съёмочная группа
- Автор сценария: Николай Леонов
- Режиссёр: Алексей Поляков
- Оператор: Генри Абрамян
- Композитор: Виктор Бабушкин
- Художник: Людмила Кусакова
- Звукооператор: Вячеслав Ключников
- Монтажёр: С. Метелица
- Директор картины: Семён Поздняков

## Технические данные
Звук: моно
 Формат: обычный (1:1,37)
 Производство: Студия «Жанр» и СП «Подиум»